# レズビアン可視化週間
レズビアン可視化週間（レズビアンかしかしゅうかん、英語: Lesbian Visibility Week）とは、レズビアン女性とそれに関する問題への意識を高めるための行事である。

## 概説
1990年から1992年にかけてカリフォルニア州で毎年開催されていたイベントに起源がある。2008年にイギリスで1日限りの祝賀行事として復活し、2020年にDIVA (雑誌)のリンダ・ライリーによってリニューアルした。「レズビアン可視化の日」（4月26日）を軸にレズビアン可視化週間が設けられている。
DIVA誌のウェブサイトでは「世界中のあらゆる世代、あらゆる分野、あらゆる国で活躍するLGBTQI女性とノンバイナリーの人々を応援する」と説明されている。
毎年で焦点をあてるテーマがあり、2023年は「トランスジェンダーの包括性」で、2025年のテーマは「レインボーファミリーを祝う」であった。